# Vach
Vach (rusky Вах) je řeka v Chantymansijském autonomním okruhu v Ťumeňské oblasti v Rusku. Je dlouhá 964 km. Plocha povodí měří 76 700 km².

## Průběh toku
Pramení na rozvodí Obu, Jeniseje a Tazu. Teče v členitém korytě přes centrální část Západosibiřské roviny. Ústí zprava do Obu na 1 730 říčním kilometru.

### Přítoky
- zleva – Velký Megtygjegan
- zprava – Kulynigol, Sabun, Kolikjegan

## Vodní režim
Zdrojem vody jsou sněhové a dešťové srážky. Průměrný roční průtok vody u vesnice Lobčinskoje činí 504 m³/s. Zamrzá v říjnu a rozmrzá na konci dubna až v květnu.

## Využití
Vodní doprava je možná do vesnice Larjak.